# سدیم مونوفلوروفسفات
مونوفلوروفسفات سدیم (به انگلیسی: Sodium monofluorophosphate) یک ترکیب شیمیایی با شناسه پاب‌کم ۲۴۲۶۶ است.